# Saint-Antonin-de-Sommaire
Pour les articles homonymes, voir Saint-Antonin.
Saint-Antonin-de-Sommaire est une commune française, du département de l'Eure, en région Normandie.

## Géographie

### Localisation
Village du pays d'Ouche.
C'est l'une des communes les plus hautes de l'Eure (245 mètres).
| Les Bottereaux                   | Les Bottereaux                | Ambenay |
| Juignettes                       | Saint-Antonin-de-Sommaire     | Rugles  |
| Saint-Nicolas-de-Sommaire (Orne) | Saint-Martin-d'Écublei (Orne) |         |

### Hydrographie
La commune est située dans le bassin Seine-Normandie. Elle est drainée par le Sommaire, le fossé 01 de la commune de Saint-Antonin-de-Somaire et un autre petit cours d'eau,.
Le Sommaire, d'une longueur de 19 km, prend sa source dans la commune de Saint-Symphorien-des-Bruyères et se jette  dans la Risle à Neaufles-Auvergny, après avoir traversé sept communes.

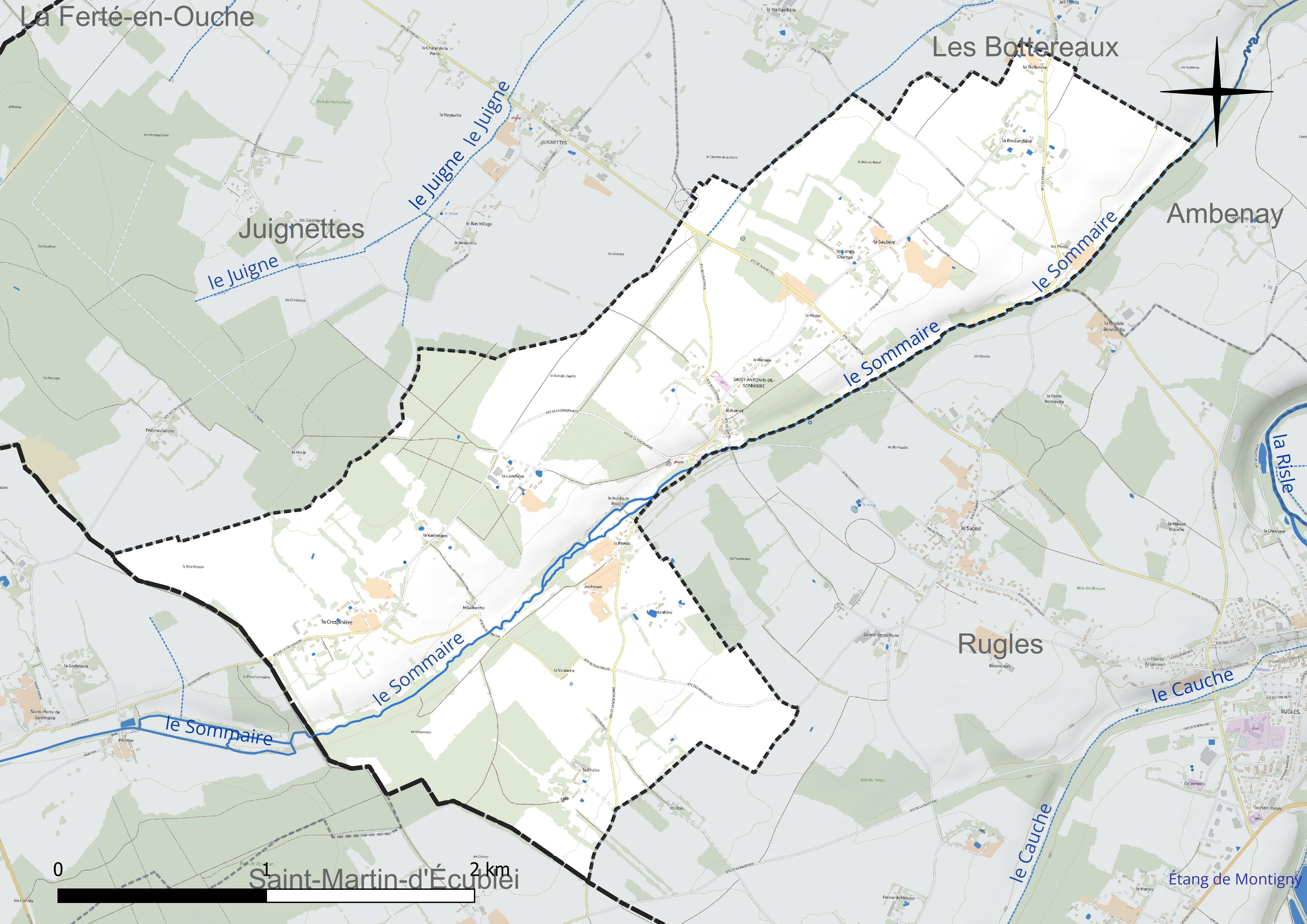
Réseau hydrographique de Saint-Antonin-de-Sommaire.

### Climat
Pour des articles plus généraux, voir Climat de la Normandie et Climat de l'Eure.
En 2010, le climat de la commune est de type climat océanique dégradé des plaines du Centre et du Nord, selon une étude du CNRS s'appuyant sur une série de données couvrant la période 1971-2000. En 2020, Météo-France publie une typologie des climats de la France métropolitaine dans laquelle la commune est exposée à un climat océanique et est dans la région climatique  Normandie (Cotentin, Orne), caractérisée par une pluviométrie relativement élevée (850 mm/a) et un été frais (15,5 °C) et venté. Parallèlement le GIEC normand, un groupe régional d’experts sur le climat, différencie quant à lui, dans une étude de 2020, trois grands types de climats pour la région Normandie, nuancés à une échelle plus fine par les facteurs géographiques locaux. La commune est, selon ce zonage, exposée à un « climat des plateaux abrités », correspondant aux plaines agricoles de l’Eure, avec une pluviométrie beaucoup plus faible que dans la plaine de Caen en raison du double effet d’abri provoqué par les collines du Bocage normand et par celles qui s’étendent sur un axe du Pays d'Auge au Perche.
Pour la période 1971-2000, la température annuelle moyenne est de 9,9 °C, avec  une amplitude thermique annuelle de 13,7 °C. Le cumul annuel moyen de précipitations est de 748 mm, avec 12,1 jours de précipitations en janvier et 8,4 jours en juillet. Pour la période 1991-2020, la température moyenne annuelle observée sur la station météorologique la plus proche, située sur la commune des Bottereaux à 5 km à vol d'oiseau, est de 10,8 °C et le cumul annuel moyen de précipitations est de 736,5 mm,. Pour l'avenir, les paramètres climatiques de la commune estimés pour 2050 selon différents scénarios d’émission de gaz à effet de serre sont consultables sur un site dédié publié par Météo-France en novembre 2022.

## Urbanisme

### Typologie
Au 1er janvier 2024, Saint-Antonin-de-Sommaire est catégorisée commune rurale à habitat très dispersé, selon la nouvelle grille communale de densité à 7 niveaux définie par l'Insee en 2022.
Elle est située hors unité urbaine. Par ailleurs la commune fait partie de l'aire d'attraction de L'Aigle, dont elle est une commune de la couronne,. Cette aire, qui regroupe 32 communes, est catégorisée dans les aires de moins de 50 000 habitants,.

### Occupation des sols
L'occupation des sols de la commune, telle qu'elle ressort de la base de données européenne d’occupation biophysique des sols Corine Land Cover (CLC), est marquée par l'importance des territoires agricoles (87,1 % en 2018), une proportion identique à celle de 1990 (87,1 %). La répartition détaillée en 2018 est la suivante : 
terres arables (35 %), prairies (33,9 %), zones agricoles hétérogènes (18,2 %), forêts (12,9 %). L'évolution de l’occupation des sols de la commune et de ses infrastructures peut être observée sur les différentes représentations cartographiques du territoire : la carte de Cassini (XVIIIe siècle), la carte d'état-major (1820-1866) et les cartes ou photos aériennes de l'IGN pour la période actuelle (1950 à aujourd'hui).

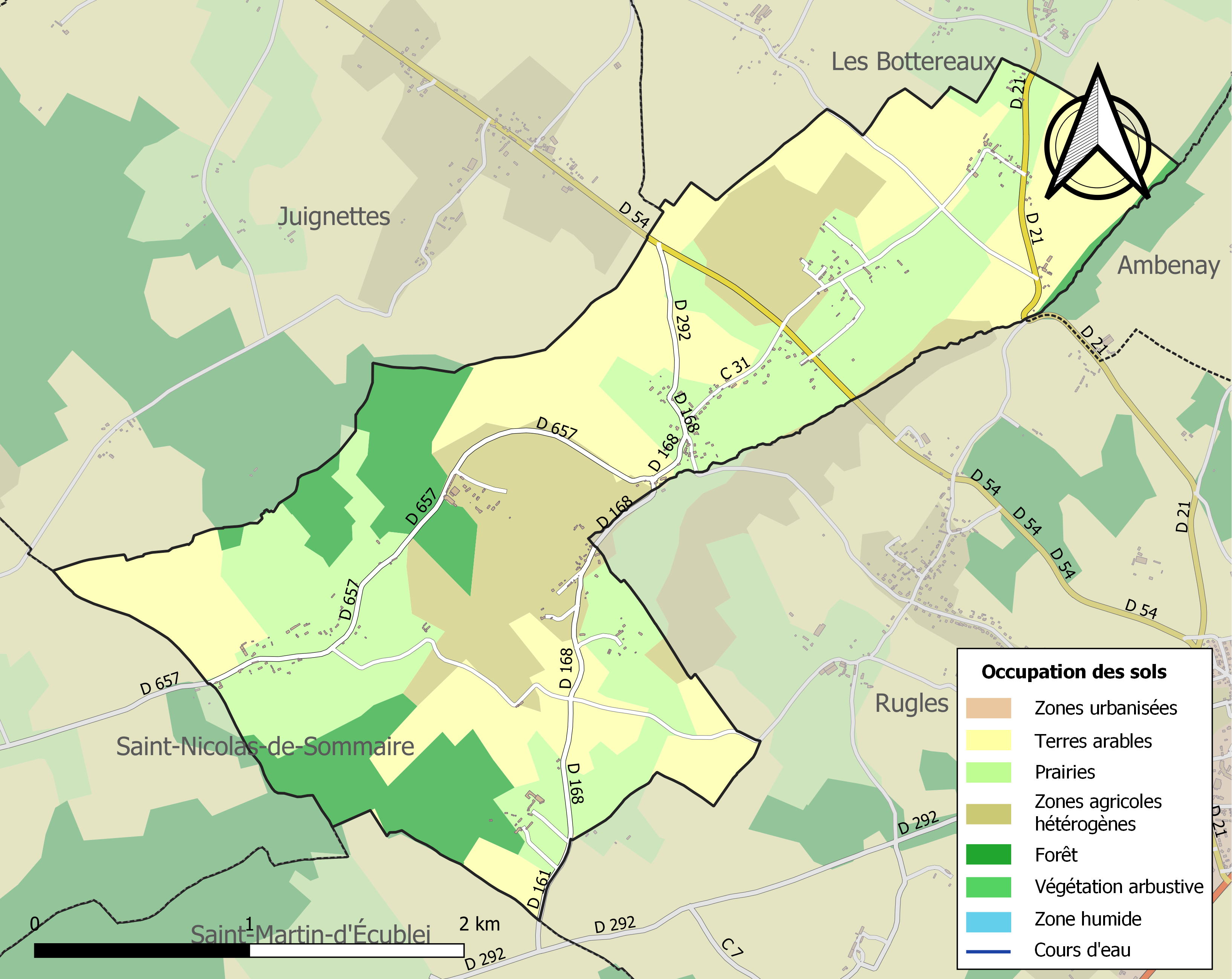
Carte des infrastructures et de l'occupation des sols de la commune en 2018 (CLC).

## Toponymie
Sommaire est attesté sous les formes Sommara, Summera et Summeria (cartulaire de Saint-Père de Chartres); Sommara, Summara au XIIe siècle; Somere et Saint Anthonnin de Sommère en 1455 (archives nationales); Saint Anthonin en 1606 (tabellion. de Rugles).
Saint-Antonin est un hagiotoponyme, la paroisse et l'église sont dédiées à saint Antonin.

Le culte de saint Antonin, rare en Normandie, a pu se diffuser par l'intermédiaire des Normands d'Italie.
Sommaire est le nom de la rivière d'origine gauloise, mais on hésite sur le vocalisme de la racine : Samara ou Sumara.

Le terme samara est basé sur le nom gaulois de « l'été » samo- (cf. vieux breton ham, breton hãnv, vieil irlandais sam « été »), dont on connait également un dérivé *samaro, *samareton qui a donné des termes dialectaux sombre, samará « juin » et occitan somart « jachère ».

Il est possible d'y voir un adjectif gaulois *sāmo « calme » (irlandais sám « calme, tranquille », sens qui convient mieux à celui des rivières Somme (Samara) et Sambre (Samara) suivi d'un élément ara « rivière » [?]

Cependant, il n'est pas sûr que le premier élément soit le même, peut-être *su-mara avec l'élément su- « bon, bien » souvent rencontré comme préfixe de noms de rivière Sumène, Soumène, Semène (de Sumena). Le sens de Sumara serait « la bien grande » ou « la bien bonne ».

Les trois autres villages contigus, Saint-Michel-de-Sommaire, Saint-Nicolas-de-Sommaire et Saint-Pierre-de-Sommaire, sont des fondations médiévales contemporaines, aujourd'hui dans le pays d'Ouche ornais.

## Politique et administration
| Période                                  | Période              | Identité      | Étiquette | Qualité |
| ---------------------------------------- | -------------------- | ------------- | --------- | ------- |
| mars 2001                                | 2 avril 2009 (décès) | Marcel Bodey  |           |         |
| 2009                                     | En cours             | Gilles Allain |           |         |
| Les données manquantes sont à compléter. |                      |               |           |         |

## Démographie
L'évolution du nombre d'habitants est connue à travers les recensements de la population effectués dans la commune depuis 1793. Pour les communes de moins de 10 000 habitants, une enquête de recensement portant sur toute la population est réalisée tous les cinq ans, les populations de référence des années intermédiaires étant quant à elles estimées par interpolation ou extrapolation. Pour la commune, le premier recensement exhaustif entrant dans le cadre du nouveau dispositif a été réalisé en 2005.

En 2022, la commune comptait 213 habitants, en évolution de +15,76 % par rapport à 2016 (Eure : −0,25 %, France hors Mayotte : +2,11 %).
| 1793 | 1800 | 1806 | 1821 | 1831 | 1836 | 1841 | 1846 | 1851 |
| ---- | ---- | ---- | ---- | ---- | ---- | ---- | ---- | ---- |
| 408  | 398  | 372  | 413  | 415  | 405  | 418  | 401  | 361  |

| 1856 | 1861 | 1866 | 1872 | 1876 | 1881 | 1886 | 1891 | 1896 |
| ---- | ---- | ---- | ---- | ---- | ---- | ---- | ---- | ---- |
| 324  | 294  | 295  | 269  | 250  | 226  | 225  | 215  | 230  |

| 1901 | 1906 | 1911 | 1921 | 1926 | 1931 | 1936 | 1946 | 1954 |
| ---- | ---- | ---- | ---- | ---- | ---- | ---- | ---- | ---- |
| 199  | 215  | 216  | 209  | 215  | 196  | 192  | 233  | 186  |

| 1962 | 1968 | 1975 | 1982 | 1990 | 1999 | 2005 | 2006 | 2010 |
| ---- | ---- | ---- | ---- | ---- | ---- | ---- | ---- | ---- |
| 199  | 186  | 179  | 182  | 188  | 170  | 165  | 175  | 166  |

| 2015 | 2020 | 2022 | - | - | - | - | - | - |
| ---- | ---- | ---- | - | - | - | - | - | - |
| 186  | 206  | 213  | - | - | - | - | - | - |

## Lieux et monuments
- Église Saint-Antonin